# 9514 Deineka
9514 Deineka è un asteroide della fascia principale. Scoperto nel 1973, presenta un'orbita caratterizzata da un semiasse maggiore pari a 2,3294831 UA e da un'eccentricità di 0,2593572, inclinata di 2,39623° rispetto all'eclittica.